# 擴散性百萬亞瑟王
《擴散性百萬亞瑟王》是SQUARE ENIX於2012年4月9日於日本針對智慧型手機市場所發佈的線上卡片戰鬥RPG。於2012年12月20日，Square Enix聯同Actoz Soft在韓國推出韓文版。於2013年3月28日，Square Enix聯同移動怪獸（MobiMon）在台港澳地區推出繁體中文版。於2013年7月24日，移動怪獸聯同台灣角川書店將動畫《約會大作戰》內容導入该游戏的最新改版計畫。另外，自2013年6月28日起，Square Enix和盛大網絡會在中國大陸地區開始该游戏的公測。自2013年4月11日起，Square Enix亦經PlayStation Store向PlayStation Vita以和手機版一樣同為Freemium的模式發放该游戏。
日本擴散性百萬亞瑟王已在2015年3月31日關閉服務。日本3DS版於2016年10月31日關閉服務。遊戲怪獸於2017年3月20日宣布台港澳將於4月17日關閉服務。

## 概要
擴散性百萬亞瑟王是SQUARE ENIX旗下針對智慧型手機市場的子公司SiSiLaLa OVERDRIVE於2011年9月15日在2011東京電玩展所發表的遊戲。標題「百萬亞瑟」是指，故事的舞台是有著上百萬名亞瑟王以及上百萬把石中劍的大不列顛，而玩家要扮演其中一名亞瑟王，並且參與戰鬥和故事的幻想RPG。遊戲本體的製作于2012年3月23日完成，預定于3月29日在蘋果App Store發佈，但是因為蘋果公司的審查而延期至4月9日發佈。
遊戲腳本由鎌池和馬擔任，同时負責世界觀以角色性格等細部設定。負責音樂的Hyadain／ヒャダイン（前山田健一）除了作中的背景音樂和插入曲之外，也參與了主題曲的作詞、作曲以及編曲。而角色設定以及作畫是由50名以上的繪師擔任。
本作可以經部分地區的蘋果App Store和Google Play免費下載（包括日本、香港、台灣等），遊戲中有部分內容是付費的，不過即使沒有付費也不會影響遊戲的進行。

## 遊戲內容、系統
本作的主角們分別是從三個不同的派系而來的亞瑟王，在遊戲一開始需要選取其中一人作為主角。一開始的場景是亞瑟拔出石中劍的那一刻，成為亞瑟王並且與支援妖精以及下屬的騎士一起與其他的亞瑟王爭奪霸權並且抵抗「外敵」的入侵。故事的內容會因為所選的派系不同而有些微的差異。
戰鬥進行的方式是卡片戰鬥的形式，將騎士卡片設置在一個圓桌狀的盤上，由這些卡片來自動進行戰鬥。卡片主要有HP（生命值）、ATK（攻擊值）和COST（戰鬥點數消耗值）三種屬性，每張卡片均有不同概率觸發自身技能，達到增加ATK或者回復HP的目的。不同的特定卡片組合能生成「Combo」，用以強化牌組或者卡片的HP、ATK和技能發動率等。每進行一次攻擊，可以增加5%的「SUPER」，當增加到100%時主角會使用石中劍進行強力的攻擊，傷害值由當前牌組的HP和ATK總值決定。另外，也可以透過卡片合成來強化手上的卡片。

## 角色

### 劍術之城
亞瑟
聲優 - 宮野真守 / 繪師 - 灰村清孝
被石中剑所选择的成为王的其中一人，正义感很强，对不讲道理的人十分愤怒。在漫畫版《群青の守護者》的名字是伊奧斯，作為「最接近王的男人」登場。被玩家簡稱為「劍瑟」。
菲
聲優 - 伊藤加奈惠 / 繪師 - 灰村清孝
帮助亚瑟的妖精。经常对亚瑟说敬语。在游戏数据更新、选择亚瑟派系时，菲都会登场说几句话。
蘭斯洛特
聲優 - 神谷浩史 / 繪師 - 黑星紅白
被“湖”所制造出来的、亚瑟所接触到的最古老的骑士。性格稳重。被称作“湖之骑士”。剑术之城故事中的主要登场角色。

### 技巧之場
亞瑟
聲優 - 佐藤利奈 / 繪師 - 田中雄一
被石中剑所选择的成为王的其中一人，性格粗暴、嘴賤。有双性恋的倾向，有时表现为美少女，有时美少年。在漫畫版《群青の守護者》的名字是莉格。被玩家簡稱為「技瑟」。
莉芙
聲優 - 喜多村英梨 / 繪師 - 灰村清孝
帮助亚瑟的妖精。相较于艾兒，无论是言行还是相貌都颇具大人的样子。
高文
聲優 - 浪川大輔 / 繪師 - 凪良
被“湖”所制造出来的、亚瑟所接触到的最古老的骑士。性格热情。喜欢在语句末尾加上“～哟（～かよ）”这样的口头禅。技巧之场故事中的主要登场角色。

### 魔法之派
亞瑟
聲優 - 釘宮理惠 / 繪師 - BUNBUN
被石中剑所选择的成为王的其中一人，看起来女性的外表要多于男性。性格比较随众，但在关键的时刻却能展现出强大的意志。在漫畫版《群青の守護者》的名字是亞特。被玩家簡稱為「魔瑟」。
艾兒
聲優 - 井口裕香 / 繪師 - 灰村清孝
帮助亚瑟的妖精。看起来就像个小孩子，言行及外观都十分的孩子气。
加拉哈德
聲優 - 花澤香菜 / 繪師 - BUNBUN
以兰斯洛特的因子为基础构造的骑士。金色长发的美丽女性。一旦听到有关“断绝时代”的技术的话题便开始插嘴一些似乎不怎么相关的话题，但实际上对亚瑟很言听计从。魔法之派故事中的主要登场角色。

### 其他
梅林
聲優 - 佐佐木省三 / 繪師 - 田中雄一
有着魔法使身份的老翁。战斗计划的发起者，对亚瑟们起着指示的作用。上一代的乌瑟王似乎也与他存在着关系。
桂妮薇兒
聲優 - 伊瀨茉莉也 / 繪師 - 田中雄一
治理着不列颠中央的卡美洛王国，管理圆桌骑士团一族的公主。圆桌的现任管理者。在初次与亚瑟见面时便多次殴打他，有着十分突出的暴力倾向。
妮妙
聲優 - 小倉唯 / 繪師 - refeia
听命于梅林的妖精，有着不能准确翻译语言的魔法，因此说话混杂着杂音。
摩高斯
聲優 - 明坂聰美 / 繪師 - 田中雄一
魔女三人组的長女。
伊萊恩
聲優 - 新井里美 / 繪師 - 田中雄一
魔女三人组的次女，善于伪装。
摩根
聲優 - 悠木碧 / 繪師 - 田中雄一
魔女三人组的三女。不喜欢拐弯抹角的行为，喜欢直接的行动，具有攻击性的性格。言行十分残忍和暴力。
莫德雷德
聲優 - 福山潤 / 繪師 - BUNBUN
由一百万亚瑟和摩高斯因子相合而制造出的，“从出生前就被设定成必定会背叛的骑士”。拥有全部的亚瑟因子，战斗的时候会通过检索体内的因子找出亚瑟的弱点，放出最合适的一击。但是，本人却为不列颠而担忧着，拒绝必定背叛的宿命。被亚瑟王所说得，作为“王国的审判者”而寻找着自己的意义。
洛特王
聲優 - 置鮎龍太郎 / 繪師 - 蔵中
“11人支配者”的一个人。虽不能拔起石中剑，但却自认为拥有骑士道精神。与这种精神相对而言，即使同样身为“11人支配者”的其他人也会无情地斩断其关系。

## 參與人員一覽
腳本 - 鎌池和馬
音樂 - ヒャダイン
開頭動畫製作 - J.C.STAFF
卡片插畫 - 灰村清孝、田中雄一、左、竹岡美穗、凪良、文倉十、安田典生、BUNBUN、原田たけひと、黑星紅白、駒都英二、Tinkle、VOFAN、LLO、泰、モタ、柴乃櫂人、森沢晴行、狐印、閏月戈、赤りんご、CHAN×CO、八宝備仁、refeia 等人
角色配音 - 宮野真守、佐藤利奈、釘宮理惠、伊藤加奈惠、喜多村英梨、井口裕香、小倉唯、伊瀨茉莉也、神谷浩史、浪川大輔、花澤香菜、佐々木省三、明坂聰美、新井里美、悠木碧、置鮎龍太郎
製作人 - 岩野弘明

## 漫画
游戏有官方漫画《扩散性百万亚瑟王：群青的守护者》（拡散性ミリオンアーサー 群青の守護者），作者为楓月誠，由ASCII Media Works出版连载于《月刊Comic电击大王》。

## 主題曲
拡散性ミリオンアーサー 主題歌「Million of Bravery」
歌 - ChouCho / 作詞・作曲・編曲 - 前山田健一
乖離性ミリオンアーサー 主題歌「Million Ways = One Destination」
歌 - 水樹奈々 / 作詞・作曲・編曲 - 前山田健一、伊藤賢治
乖離性ミリオンアーサー 新章主題歌「Million Futures」
歌 - 水瀬いのり / 作詞 - RUCCA 作曲・編曲 - 藤間仁
叛逆性ミリオンアーサー 主題歌「REBELLION」
歌 - 水樹奈々 / 作詞・作曲・編曲 - 前山田健一
交響性ミリオンアーサー 主題歌「Birth of Legend」
歌 - 水樹奈々 / 作詞 - 藤林聖子 作曲・編曲 - 南田健吾

## 遊戲
- 擴散性百萬亞瑟王(PROJECT MA1)

日本語手機版(IOS/SQE APP/ANDROID)/PSV版/3DS版/AMAZON版，12月26日宣布日本語手機版將於2015年3月30日停止服務，PSV版/3DS版/AMAZON版暫無影響。
韓國語手機版(IOS/ANDROID)
中文移動怪獸手機版(IOS/ANDROID)
中文盛大手機版(IOS/ANDROID)
- 唯一性百萬亞瑟王

本遊戲為日本語手機版，2013年7月25日開始遊戲，2014年10月31日停止服務。
- 製牌者百萬亞瑟王(PROJECT MA2)

預訂2014年開始營運手機版，在乖離性百萬亞瑟王開始營運後，12月26日宣布停止開發。
- 乖離性百萬亞瑟王(PROJECT MA2.5)

2014年11月19日開始營運手機版，以擴散性進化版為名的角色指令RPG，以傭兵、富豪、盜賊、歌姬四位亞瑟登場，在不列顛北方，前往訓練城「步里迪茲」為舞台展開故事。於2020 年9 月30 日結束營運。
- 百萬亞瑟王 聖靈之血

由Team ARCANA製作并于2017年11月21日发行的2D對戰格鬥遊戲，先後共發售街機版、PS4版、PC版，以人氣手機遊戲《百萬亞瑟王》系列為主題。遊戲中玩家將操作「亞瑟劍術之城」、「盜賊亞瑟」等眾多原作登場角色與來自《聖劍傳說 3》的異界角色以及《拳皇》系列的八神庵，施展熟悉的必殺招式展開爽快的2D連段對戰格鬥。
- 叛逆性百萬亞瑟王(PROJECT MA3)

由中國網易和日本SQUARE ENIX共同開發的第三系列作，劇情大綱一樣由鐮池和馬撰寫。本作為系列史上第一款線上RPG，新登場的六位亞瑟將展開破壞100萬支石中劍的冒險！於 2019 年 9 月 30 日結束營運。
- 交響性百萬亞瑟王(PROJECT MA4)

2018年10月4日下午開始營運，2020 年5 月12 日15:00 起終止服務。

## 弱酸性百萬亞瑟王
由漫畫家創作百萬亞瑟王衍生的4格漫畫，2015年11月19日開始在網路上放送動畫，每週三更新一回。

## 叛逆性百萬亞瑟王
《叛逆性百萬亞瑟王》是由史克威爾艾尼克斯與網易聯合開發的《百萬亞瑟王》系列新作，改編動畫全23話（另有未放送話1話），與遊戲採用同樣的配音陣容。第1期於2018年10月25日開始播出，第2期於2019年4月開始播出。

## 相关事件

### Milky_wy弃坑事件
中國大陸剑术之城玩家Milky_wy因为不满代理商盛大在短短三周内多次调整当期转蛋内SR+系列卡的掉落率，故而删除账号内抽取到的所有SR级以上卡片，并且其相关删除过程的录像被上传至弹幕网站bilibili。同时，Milky_wy在百度贴吧内的相关发言也因不明的理由遭到贴吧管理员的删除。此后，虽然有玩家通过修改过的MOD版客户端点名Milky_wy的游戏角色进行因子对战，并发现视频中被删除的卡片已经恢复，但Milky_wy未对此作出评论，玩家猜测这是盛大单方面的回档行为。

### 盛大卡牌涉嫌盗图事件
有微博网友爆料代理商盛大采用中國大陸画师作品作为卡面的卡牌“学徒型聂可儿”有抄袭日本画师社交网站pixiv上画师桑島黎音作品的嫌疑。网友在通过对卡面截图与原作者作品在图像后期处理软件Photoshop内重叠对比后，发现两者的构图线条惊人的吻合。此后，盛大迅速通过更新游戏程序，隐藏了原来在游戏画廊中能查看到的画师姓名，并且未对网友在其相关博客上的质问给予说明。
此后，网友进一步发现卡牌「学徒型柯莉·弗罗娜」与C83上画师“はぽい処 (冈崎武士)”的《中二病也想談戀愛！》的同人画本《Summer-Summer》中第十三页的人物构图和线条几乎完全一致。

## 外部連結
- 拡散性ミリオンアーサー | SQUARE ENIX （页面存档备份，存于）
- 拡散性ミリオンアーサー 3DS版| SQUARE ENIX （页面存档备份，存于）
- SiSiLaLa OVERDRIVE | SQUARE ENIX （页面存档备份，存于）
- SiSiLaLa OVERDRIVE - ニコニコチャンネル （页面存档备份，存于）
- 《百萬亞瑟王》 SQUARE ENIX 最豪華的幻想
- 扩散性百万亚瑟王MA - 新浪微博 （页面存档备份，存于）